# Lijst van vlaggen van Joegoslavië
Dit is een lijst van vlaggen van Joegoslavië.

## Nationale vlag (perFIAV-codering)

### 1918-1941
|          | Civiele vlag | Staatsvlag | Oorlogsvlag |
| -------- | ------------ | ---------- | ----------- |
| Te land  | · ?          | · ?        | · ?         |
| Te water | · ?          | · ?        | · ?         |

### 1943-1991
|          | Civiele vlag | Staatsvlag | Oorlogsvlag |
| -------- | ------------ | ---------- | ----------- |
| Te land  | · ?          | · ?        | · ?         |
| Te water | · ?          | · ?        | · ?         |

### 1992-2003
|          | Civiele vlag | Staatsvlag | Oorlogsvlag |
| -------- | ------------ | ---------- | ----------- |
| Te land  | · ?          | · ?        | · ?         |
| Te water | · ?          | · ?        | · ?         |

## Vlaggen van bestuurders
| Vlag | Periode   | Functie                                                                                                  | Beschrijving |
| ---- | --------- | --- | ------------ |
|      | 1956–1963 | Vlag van de president van Joegoslavië.                                                                   |              |
|      | 1963–1992 | Vlag van de president van Joegoslavië.                                                                   |              |
|      | 1992–2003 | Vlag van de president van Joegoslavië.                                                                   |              |
|      | 1963–1992 | Vlag van de voorzitter van de Federale Vergadering van de Socialistische Federale Republiek Joegoslavië. |              |

## Militaire vlaggen
| Vlag | Periode   | Functie                                     | Beschrijving |
| ---- | --------- | ------------------------------------------- | ------------ |
|      | 1918–1941 | Vlag van de Koninklijk Joegoslavisch Leger. |              |

## Vlaggen van politieke partijen
| Vlag | Periode   | Functie                                                       | Beschrijving |
| ---- | --------- | ------------------------------------------------------------- | ------------ |
|      | 1920–1952 | Vlag van de Communistische Partij van Joegoslavië.            |              |
|      | 1952–1990 | Vlag van de Joegoslavische Communistenbond.                   |              |
|      | 1952–1990 | Vlag van de Kroatische Communistenbond.                       |              |
|      | 1952–1990 | Vlag van de Bond van Communisten van Slovenië.                |              |
|      | 1952–1990 | Vlag van de Macedonische Communistenbond.                     |              |
|      | 1974–1990 | Vlag van de Bond van de Socialistische Jeugd van Joegoslavië. |              |